# Currie Cup Premier Division 2016
La Currie Cup Premier Division de 2016 fue la septuagésima octava edición del principal torneo de rugby provincial de Sudáfrica.
El campeón fue el equipo de Free State Cheetahs quienes obtuvieron su quinto campeonato.

## Sistema de disputa
El torneo se disputó en formato liga donde cada equipo se enfrentó a los equipos restantes, luego los mejores cuatro clasificados disputaron semifinales y final.

## Clasificación
| Pos. | Equipo                 | Encuentros | Encuentros | Encuentros | Encuentros | Tantos | Tantos | Tantos | PB | PB | Puntos |
| Pos. | Equipo                 | PJ         | PG         | PE         | PP         | F      | C      | Dif    | BO | BD | Puntos |
| ---- | ---------------------- | ---------- | ---------- | ---------- | ---------- | ------ | ------ | ------ | -- | -- | ------ |
| 1.º  | Free State Cheetahs    | 8          | 8          | 0          | 0          | 366    | 181    | +185   | 7  | 0  | 39     |
| 2.º  | Blue Bulls             | 8          | 6          | 0          | 2          | 310    | 207    | +103   | 5  | 1  | 30     |
| 3.º  | Western Province       | 8          | 5          | 0          | 3          | 266    | 250    | +16    | 6  | 1  | 27     |
| 4.º  | Golden Lions           | 8          | 5          | 0          | 3          | 355    | 191    | +164   | 5  | 1  | 26     |
| 5.º  | Natal Sharks           | 8          | 5          | 0          | 3          | 272    | 173    | +99    | 4  | 1  | 25     |
| 6.º  | Griquas                | 8          | 4          | 0          | 4          | 265    | 323    | −58    | 5  | 0  | 21     |
| 7.º  | Boland Cavaliers       | 8          | 2          | 0          | 6          | 177    | 301    | −124   | 3  | 1  | 12     |
| 8.º  | Pumas                  | 8          | 1          | 0          | 7          | 178    | 321    | −143   | 4  | 2  | 10     |
| 9.º  | Eastern Province Kings | 8          | 0          | 0          | 8          | 137    | 379    | −242   | 1  | 0  | 1      |

|  | Semifinalistas. |

### Semifinales
| 15 de octubre | Free State Cheetahs | 55 - 17 | Golden Lions | Free State Stadium, Bloemfontein |  |

| 15 de octubre | Blue Bulls | 36 - 30 | Western Province | Loftus Versfeld, Pretoria |  |

### Final
| 22 de octubre | Free State Cheetahs | 36 - 16 | Blue Bulls | Free State Stadium, Bloemfontein |  |

| Bandera de Sudáfrica        |
| Campeón Free State Cheetahs |
| Quinto título               |